# 조몬의 비너스

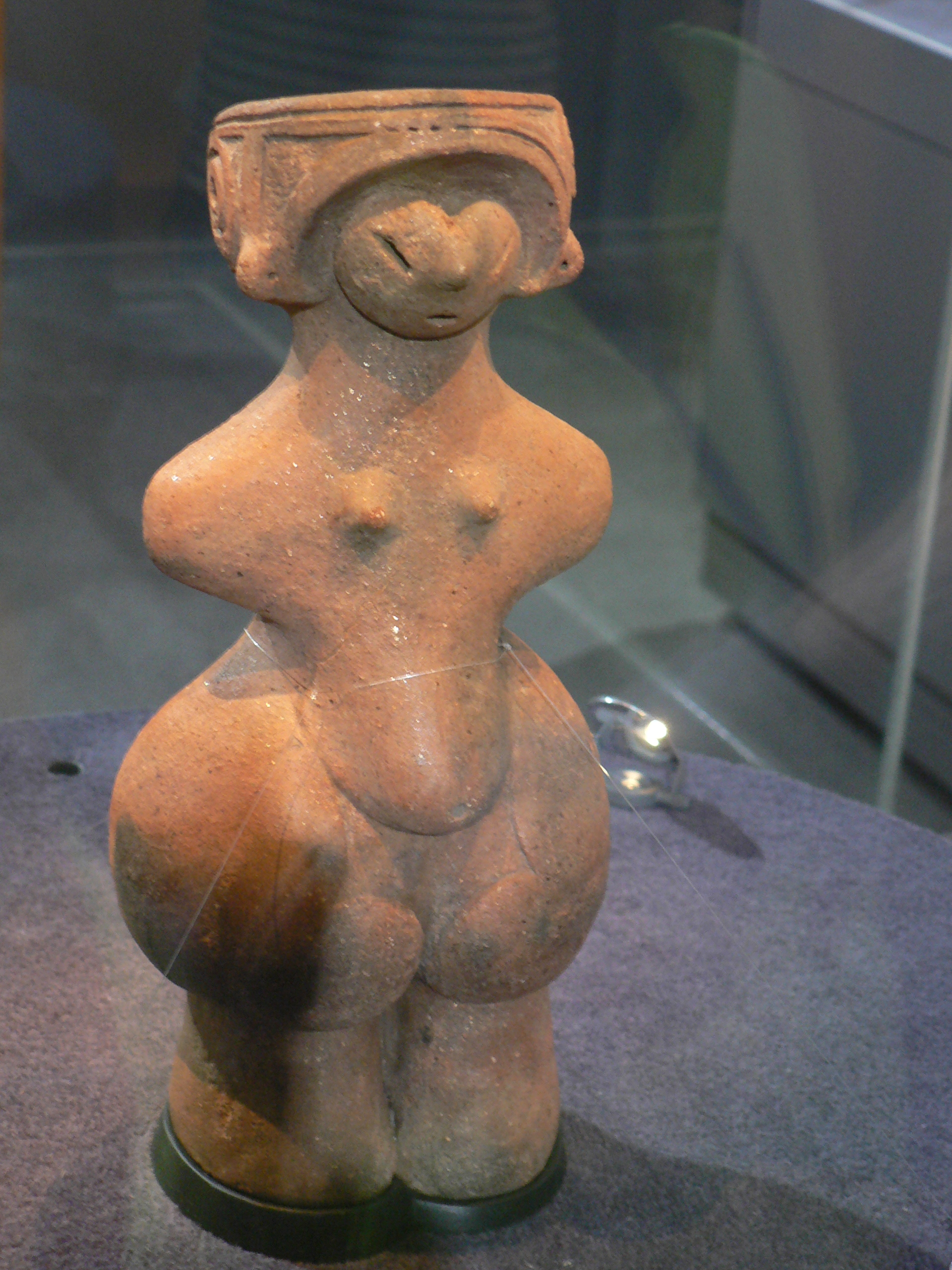
조몬의 비너스

조몬의 비너스(일본어: 縄文のビーナス)는 조몬 시대 중기에 제작된 것으로 보이는 토우이다.

## 개요
임신을 한 여성의 모습을 표현한 토우로 높이 27센티미터, 무게 2.14킬로그램이다. 제작에 사용된 점토에는 미세한 운모 가루가 섞여 있어 겉면이 부드럽게 반짝인다. 운모가루를 섞어 토우를 제작한 예도 매우 드물고, 출토되는 토우 가운데 부서지지 않고 온전한 형상을 유지하고 있는 것도 적은데 비해 거의 완전한 형상을 보존한 채 발굴되어 일본의 국보로 지정되었다. 나가노현 지노시 도가리이시조몬고고관에 또 다른 조몬시대 토우인 가면의 여신과 함께 소장되어 있다.
1986년 9월 8일  나가노현 지노시 요네자와에 위치하는 야쓰가타케산 기슭의 계단밭 유적에서 발굴되었다. 발굴 당시에는 출토 지역에서 이름을 따 “다나하타케히메”(棚畑姫)로 불리기도 하였으나 지금은 죠몬의 비너스라는 이름으로 굳었다. 일본의 국보 목록에는 단순히 “토우”로 등재되어 있다.
발굴된 지역은 조몬 시대 주거 형태인 환상 취락 유적으로 조몬의 비너스는 중앙 광장에 해당하는 지점의 구덩이에 누워 있는 형태로 묻혀있었고, 거의 완전한 상태로 출토되었다. 1989년 6월 12일의 일본의 중요문화재로 지정되었다가, 1995년 6월 15일 에 조몬 시대 유물 가운데 최초로 일본의 국보가 되었다.

## 형태
먼저 점토로 골격을 잡고 운모를 섞은 양질의 점토로 살을 덧붙인 뒤 잘 닦아 광택을 냈다. 복부는 임신한 상태를 나타내고 있으며 튼튼한 다리와 엉덩이를 강조하였다. 얼굴은 간략하고 추상적으로 표현된 것에 비해 머릿결 등의 표현은 세세하다. 머리에서 양쪽에 튀어 나와 있는 돌기는 양귀를 표현한 것이라는 추측과 헤어스타일의 표현이라는 추측이 있다.

## 배경
조몬 시대는 최종 빙기가 끝나고 해수면이 상승하던 시기 일본 열도 전역에 살던 신석기 문화이다. 이들은 점토를 이용하여 각종 도기와 장신구, 그리고 토우를 만들었다. 토우는 제사나 의례 등에 사용되었을 것으로 추정되고 있지만 정확한 용도는 알 수 없다.

## 같이 보기
- 조몬의 여신 - 야마가타현 후나가타마치의 니시노마에 유적에서 출토된 토우
- 요네자와무라